# Galesville
Galesville és una població dels Estats Units a l'estat de Wisconsin. Segons el cens del 2000, tenia 1.427 habitants.

## Demografia
Segons el cens del 2000, Galesville tenia 1.427 habitants, 606 habitatges, i 355 famílies. La densitat de població era de 510,2 habitants per km².
Dels 606 habitatges en un 29,2% vivien nens de menys de 18 anys, en un 45,7% vivien parelles casades, en un 10,4% dones solteres, i en un 41,3% no eren unitats familiars. En el 36,1% dels habitatges vivien persones soles el 18,2% de les quals corresponia a persones de 65 anys o més que vivien soles. El nombre mitjà de persones que vivien en cada habitatge era de 2,26 i el nombre mitjà de persones que vivien en cada família era de 2,97.
Per edats la població es repartia de la següent manera: un 24,5% tenia menys de 18 anys, un 8,2% entre 18 i 24, un 25,5% entre 25 i 44, un 22,3% de 45 a 60 i un 19,5% 65 anys o més.
L'edat mediana era de 40 anys. Per cada 100 dones de 18 o més anys hi havia 81 homes.
La renda mediana per habitatge era de 35.054 $ i la renda mediana per família, de 45.333 $. Els homes tenien una renda mediana de 29.453 $ mentre que les dones, de 22.137 $. La renda per capita de la població era de 18.245 $. Aproximadament el 6% de les famílies i el 9,6% de la població estaven per davall del llindar de pobresa.

## Fills il·lustres
- Nicholas Ray (1911 - 1979) director de cinema

## Poblacions més properes
El següent diagrama mostra les poblacions més properes.